# Bethesda (Antigua y Barbuda)
Bethesda es una localidad de Antigua y Barbuda en la parroquia de SaintPaul.
Se ubica a una altitud de 12 m sobre el nivel del mar.
Según estimación 2010 contaba con una población de 550 habitantes.